# Tetralonia fuscipes
Tetralonia fuscipes là một loài Hymenoptera trong họ Apidae. Loài này được Morawitz mô tả khoa học năm 1894.